# Шчекоћини
Шчекоћини (пољ. Szczekociny) је град у Пољској у Војводству Шлеском у Повјату zawierciański. Према попису становништва из 2011. у граду је живело 3.795 становника.

## Становништво
Према прелиминарним подацима са пописа, у граду је 2011. живело 3.795 становника.
| 2002. | 2011. | 2012. |
| ----- | ----- | ----- |
| 4.036 | 3.795 | 3.772 |